# شیردندان
شیردندان گل‌هایی از تیرهٔ گل‌ستاره‌ای‌ها هستند.
سرده (جنس) شیرندان در ایران ۵ گونه گیاه علفی یک‌ساله و چندساله دارد.